# 24250 Luteolson
24250 Luteolson è un asteroide della fascia principale. Scoperto nel 1999, presenta un'orbita caratterizzata da un semiasse maggiore pari a 2,3954473 UA e da un'eccentricità di 0,1957447, inclinata di 4,04342° rispetto all'eclittica.